# موسیقی پارودی
موسیقی پارودی یا پارودی موزیک شامل تغییر یا کپی کردن ایده‌های موسیقایی موجود (بیشتر شناخته‌شده) و/یا متن ترانه، یا کپی کردن سبک خاص یک آهنگساز یا نوازنده، یا حتی یک سبک کلی موسیقی است.
در موسیقی، پارودی برای هدف‌های گوناگون و در زمینه‌های گوناگون موسیقی مورد استفاده قرار گرفته است. پیشینهٔ موسیقی پارودی به ۱۵۸۷ بر می‌گردد و توسط بندها و هنرمندان سرشناس مدرن نیز مورد بهره‌گیری قرار گرفته است.